# Список гекботов Российского императорского флота

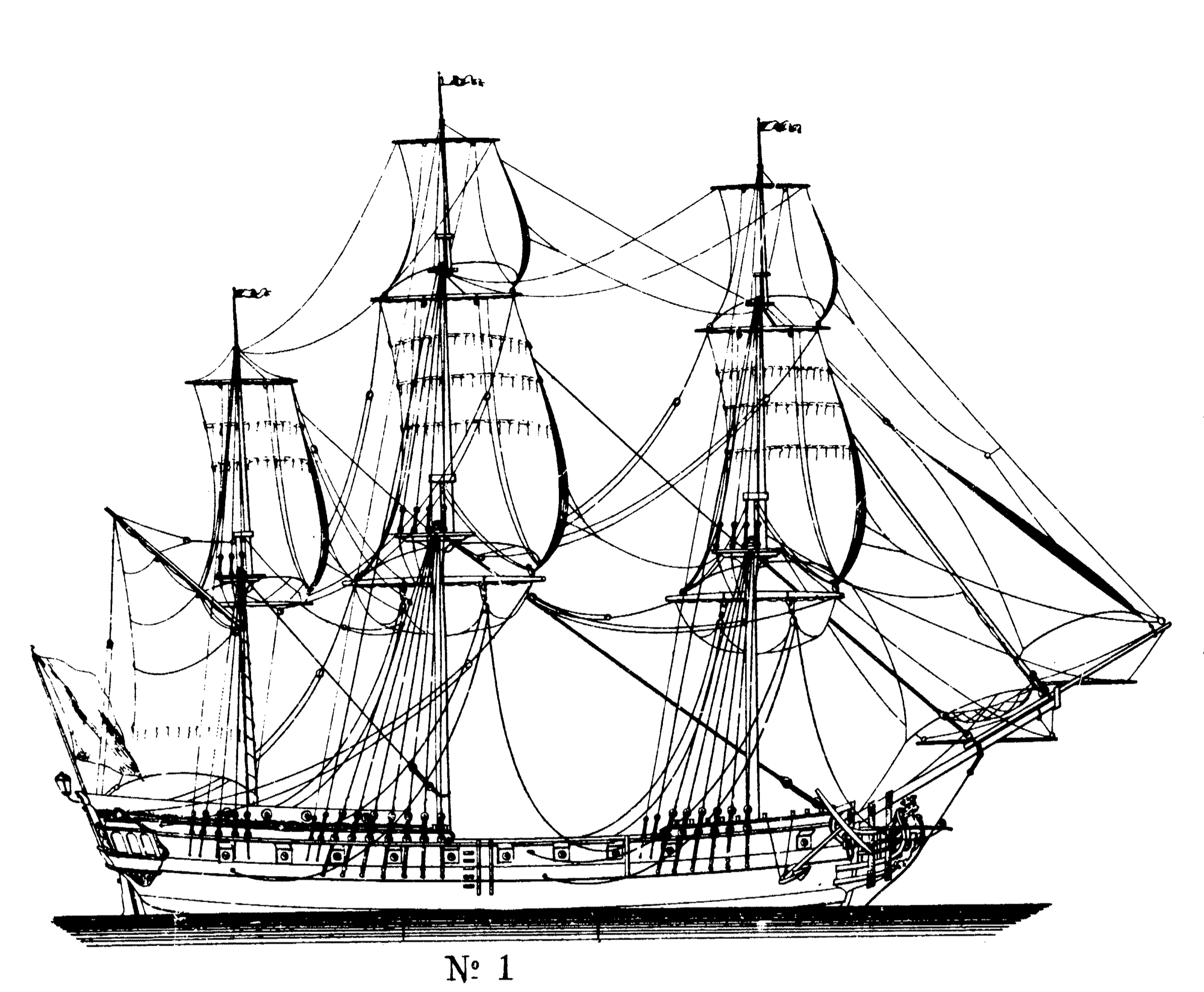
Парусное вооружение фрегата

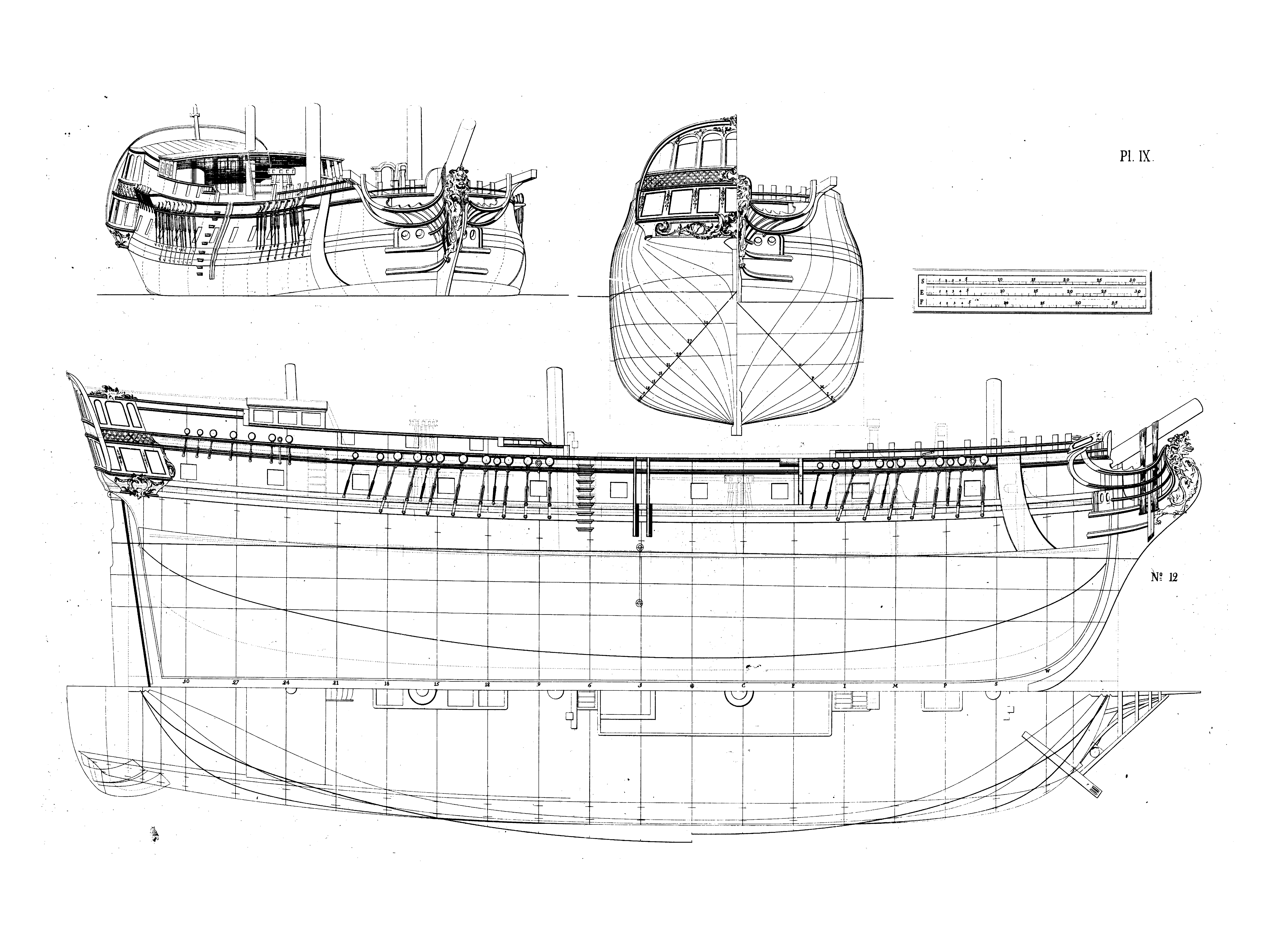
Чертёж гекбота Фредрика Хенрика Чапмана

В список включены все гекботы, состоявшие на вооружении Российского императорского флота.
Гекботы (нем. Heckboot) представляли собой грузовые трехмачтовые суда с близким к фрегатскому парусным вооружением и использовались для перевозки войск и воинских грузов. В Российском императорском флоте начало строительства гекботов было связано с Персидским походом 1722—1723 годов и продолжалось до середины XVIII века. Строились в Казани и Нижнем Новгороде, несли службу в составе Каспийской флотилии. Сыграли решающую роль в Персидском походе. Первоначально артиллерийское вооружение на этих судах не предусматривалось, однако принимавшие участие в осаде Баку и других военных операциях гекботы временно оснащались пушками, мортирами и гаубицами. После окончания боевых действий гекботы продолжали использоваться на Каспийском море для грузовых перевозок и доставки провианта в русские укрепления, а также в качестве гидрографических и исследовательских судов.

## Легенда
Список судов представлен с разбивкой по типам согласно классификации из книги А. А. Чернышёва «Российский парусный флот». Внутри разделов суда расположены в порядке их спуска на воду, в рамках одного года — по алфавиту. В раздел Прочие гекботы включены суда, не относящиеся к каким-либо типам. Ссылки на источники информации для каждой строки таблиц списка и комментариев, приведённых к соответствующим строкам, сгруппированы и располагаются в столбце Примечания.
Таблица:
- Наименование — имя судна.
- Количество орудий — указывается в случае установки орудий на суда, в комментариях указываются подробности использования вооружения.
- Размер — длина и ширина судна в метрах.
- Осадка — осадка судна (глубина погружения в воду) в метрах.
- Верфь — место постройки судна.
- Корабельный мастер — фамилия мастера, построившего судно или под чьим надзором было построено судно.
- Год включения в состав флота — год окончания постройки и спуска на воду.
- Год вывода из состава флота — год исключения судна из состава флота, его разбора или крушения.
- История службы — основные даты, места и события.
- н/д — нет данных.

Сортировка может проводиться по любому из выбранных столбцов таблиц, кроме столбцов История службы и Примечания.

## Гекботы типа «Астрахань»
В разделе приведены гекботы типа «Астрахань», строительство которых началось в 1723 году. Всего для нужд Каспийской флотилии был построен 41 гекбот этого типа, из них 26 судов в Казани и 15 — в Нижнем Новгороде.
| Наименование      | Ор. | Размер     | Осадка | Верфь                    | Мастер                                         | Вх.  | Вых. | История службы | Прим.                       |
| ----------------- | --- | ---------- | ------ | ------------------------ | ---------------------------------------------- | ---- | ---- | --- | --------------------------- |
| Астрахань         | н/д | 30,5 х 8,2 | н/д    | Казанское адмиралтейство | А. И. Румянцев                                 | 1723 | н/д  | В мае—июне 1723 года совершили переход по Волге в Астрахань. Принимали участие в Персидском походе 1722—1723 годов. | [ 5 ] [ 6 ]                 |
| Вулкан            | н/д | 30,5 х 8,2 | н/д    | Казанское адмиралтейство | А. И. Румянцев                                 | 1723 | н/д  | В мае—июне 1723 года совершили переход по Волге в Астрахань. Принимали участие в Персидском походе 1722—1723 годов. | [ 7 ] [ 6 ]                 |
| Гилянь            | н/д | 30,5 х 8,2 | н/д    | Казанское адмиралтейство | А. И. Румянцев                                 | 1723 | н/д  | В мае—июне 1723 года совершили переход по Волге в Астрахань. Принимали участие в Персидском походе 1722—1723 годов. | [ 7 ] [ 6 ]                 |
| Гиркания          | н/д | 30,5 х 8,2 | н/д    | Казанское адмиралтейство | А. И. Румянцев                                 | 1723 | 1725 | В мае—июне 1723 года совершил переход по Волге в Астрахань. Принимал участие в Персидском походе 1722—1723 годов. Разбился в 1725 году, место и обстоятельства крушения неизвестны. Командир гекбота по итогам расследования кораблекрушения был оправдан. | [ 7 ] [ 6 ] [ 8 ] [ 9 ]     |
| Дагестан          | н/д | 30,5 х 8,2 | н/д    | Казанское адмиралтейство | А. И. Румянцев                                 | 1723 | н/д  | В мае—июне 1723 года совершил переход по Волге в Астрахань. Принимал участие в Персидском походе 1722—1723 годов. | [ 7 ] [ 6 ]                 |
| Казань            | н/д | 30,5 х 8,2 | н/д    | Казанское адмиралтейство | А. И. Румянцев                                 | 1723 | 1726 | В мае—июне 1723 года совершил переход по Волге в Астрахань. Принимал участие в Персидском походе 1722—1723 годов. Разбился в 1726 году, место и обстоятельства крушения неизвестны.                                                                        | [ 5 ] [ 6 ] [ 10 ] [ 11 ]   |
| Каспийский Нептун | н/д | 30,5 х 8,2 | н/д    | Казанское адмиралтейство | А. И. Румянцев                                 | 1723 | н/д  | В мае—июне 1723 года совершили переход по Волге в Астрахань. Принимали участие в Персидском походе 1722—1723 годов. | [ 5 ] [ 6 ]                 |
| Рящ               | н/д | 30,5 х 8,2 | н/д    | Казанское адмиралтейство | А. И. Румянцев                                 | 1723 | н/д  | В мае—июне 1723 года совершили переход по Волге в Астрахань. Принимали участие в Персидском походе 1722—1723 годов. | [ 7 ] [ 6 ]                 |
| Святая Анна       | н/д | 30,5 х 8,2 | н/д    | Казанское адмиралтейство | А. И. Румянцев                                 | 1723 | н/д  | В мае—июне 1723 года совершили переход по Волге в Астрахань. Принимали участие в Персидском походе 1722—1723 годов. | [ 7 ] [ 6 ]                 |
| Святая Екатерина  | н/д | 30,5 х 8,2 | н/д    | Казанское адмиралтейство | А. И. Румянцев                                 | 1723 | н/д  | В мае—июне 1723 года совершил переход по Волге в Астрахань. Принимал участие в Персидском походе 1722—1723 годов. В 1728 и 1729 годах выходил в плавания в Каспийское море из Астрахани до персидских берегов.                                             | [ 5 ] [ 6 ] [ 12 ]          |
| Святая Елизавета  | н/д | 30,5 х 8,2 | н/д    | Казанское адмиралтейство | А. И. Румянцев                                 | 1723 | 1730 | В мае—июне 1723 года совершил переход по Волге в Астрахань. Принимал участие в Персидском походе 1722—1723 годов. Разбился на Зинзилийском рейде. | [ 5 ] [ 6 ] [ 13 ]          |
| Святая Наталья    | н/д | 30,5 х 8,2 | н/д    | Казанское адмиралтейство | А. И. Румянцев                                 | 1723 | н/д  | В мае—июне 1723 года совершили переход по Волге в Астрахань. Принимали участие в Персидском походе 1722—1723 годов. | [ 7 ] [ 6 ] [ 14 ]          |
| Святой Николай    | н/д | 30,5 х 8,2 | н/д    | Казанское адмиралтейство | А. И. Румянцев                                 | 1723 | н/д  | В мае—июне 1723 года совершили переход по Волге в Астрахань. Принимали участие в Персидском походе 1722—1723 годов. | [ 7 ] [ 6 ]                 |
| Святой Павел      | н/д | 30,5 х 8,2 | н/д    | Казанское адмиралтейство | А. И. Румянцев                                 | 1723 | н/д  | В мае—июне 1723 года совершили переход по Волге в Астрахань. Принимали участие в Персидском походе 1722—1723 годов. | [ 7 ] [ 6 ]                 |
| Святой Пётр       | н/д | 30,5 х 8,2 | н/д    | Казанское адмиралтейство | А. И. Румянцев                                 | 1723 | 1725 | В мае—июне 1723 года совершил переход по Волге в Астрахань. Принимал участие в Персидском походе 1722—1723 годов. Разбился в 1725 году, место и обстоятельства крушения неизвестны. Командир гекбота по итогам расследования кораблекрушения был оправдан. | [ 7 ] [ 6 ] [ 15 ] [ 16 ]   |
| Аграхань          | н/д | 30,5 х 8,2 | н/д    | Нижегородская верфь      | Г. Д. Юсупов                                   | 1723 | н/д  | В мае—июне 1723 года совершили переход по Волге в Астрахань. Принимали участие в Персидском походе 1722—1723 годов. | [ 17 ] [ 18 ]               |
| Александр Магнус  | н/д | 30,5 х 8,2 | н/д    | Нижегородская верфь      | Г. Д. Юсупов                                   | 1723 | н/д  | В мае—июне 1723 года совершили переход по Волге в Астрахань. Принимали участие в Персидском походе 1722—1723 годов. | [ 17 ] [ 18 ]               |
| Апшерон           | н/д | 30,5 х 8,2 | н/д    | Нижегородская верфь      | Г. Д. Юсупов                                   | 1723 | 1725 | В мае—июне 1723 года совершил переход по Волге в Астрахань. Принимал участие в Персидском походе 1722—1723 годов. Разбился в 1725 году. | [ 17 ] [ 18 ] [ 19 ] [ 20 ] |
| Арарат            | н/д | 30,5 х 8,2 | н/д    | Нижегородская верфь      | Г. Д. Юсупов                                   | 1723 | н/д  | В мае—июне 1723 года совершил переход по Волге в Астрахань. Принимал участие в Персидском походе 1722—1723 годов. | [ 5 ] [ 18 ]                |
| Астрабад          | н/д | 30,5 х 8,2 | н/д    | Нижегородская верфь      | Г. Д. Юсупов                                   | 1723 | 1731 | В мае—июне 1723 года совершил переход по Волге в Астрахань. Принимал участие в Персидском походе 1722—1723 годов. Пропал без вести в Каспийском море. | [ 17 ] [ 18 ] [ 21 ]        |
| Зинаной           | н/д | 30,5 х 8,2 | н/д    | Нижегородская верфь      | Г. Д. Юсупов                                   | 1723 | н/д  | В мае—июне 1723 года совершили переход по Волге в Астрахань. Принимали участие в Персидском походе 1722—1723 годов. | [ 5 ] [ 18 ]                |
| Кавказ            | н/д | 30,5 х 8,2 | н/д    | Нижегородская верфь      | Г. Д. Юсупов                                   | 1723 | н/д  | В мае—июне 1723 года совершили переход по Волге в Астрахань. Принимали участие в Персидском походе 1722—1723 годов. | [ 17 ] [ 18 ]               |
| Москва            | н/д | 30,5 х 8,2 | н/д    | Нижегородская верфь      | Г. Д. Юсупов                                   | 1723 | н/д  | В мае—июне 1723 года совершили переход по Волге в Астрахань. Принимали участие в Персидском походе 1722—1723 годов. | [ 17 ] [ 18 ]               |
| Нижний Новгород   | н/д | 30,5 х 8,2 | н/д    | Нижегородская верфь      | Г. Д. Юсупов                                   | 1723 | н/д  | В мае—июне 1723 года совершили переход по Волге в Астрахань. Принимали участие в Персидском походе 1722—1723 годов. | [ 5 ] [ 18 ]                |
| Сагозан           | н/д | 30,5 х 8,2 | н/д    | Нижегородская верфь      | Г. Д. Юсупов                                   | 1723 | н/д  | В мае—июне 1723 года совершили переход по Волге в Астрахань. Принимали участие в Персидском походе 1722—1723 годов. | [ 17 ] [ 18 ]               |
| Саратов           | н/д | 30,5 х 8,2 | н/д    | Нижегородская верфь      | Г. Д. Юсупов                                   | 1723 | 1725 | В мае—июне 1723 года совершил переход по Волге в Астрахань. Принимал участие в Персидском походе 1722—1723 годов. Разбился в 1725 году в Каспийском море. Командир гекбота после крушения был предан суду, однако признан невиновным.                      | [ 17 ] [ 18 ] [ 22 ]        |
| Симбирск          | н/д | 30,5 х 8,2 | н/д    | Нижегородская верфь      | Г. Д. Юсупов                                   | 1723 | н/д  | В мае—июне 1723 года совершили переход по Волге в Астрахань. Принимали участие в Персидском походе 1722—1723 годов. | [ 5 ] [ 18 ]                |
| Тмутаракань       | н/д | 30,5 х 8,2 | н/д    | Нижегородская верфь      | Г. Д. Юсупов                                   | 1723 | н/д  | В мае—июне 1723 года совершили переход по Волге в Астрахань. Принимали участие в Персидском походе 1722—1723 годов. | [ 5 ] [ 18 ]                |
| Царицын           | 10  | 30,5 х 8,2 | н/д    | Нижегородская верфь      | Г. Д. Юсупов                                   | 1723 | н/д  | В мае—июне 1723 года совершил переход по Волге в Астрахань. Принимал участие в Персидском походе 1722—1723 годов. В 1726 году принимал участие в описи берегов Каспийского моря.                                                                           | [ 5 ] [ 18 ] [ 23 ]         |
| Шахдаг            | н/д | 30,5 х 8,2 | н/д    | Нижегородская верфь      | Г. Д. Юсупов                                   | 1723 | н/д  | В мае—июне 1723 года совершил переход по Волге в Астрахань. Принимал участие в Персидском походе 1722—1723 годов. | [ 5 ] [ 18 ]                |
| 4 гекбота         | н/д | 30,5 х 8,2 | н/д    | Казанское адмиралтейство | Сведений о корабельных мастерах не сохранилось | 1725 | н/д  | Сведений о плаваниях гекбота не сохранилось. | [ 17 ]                      |
| Зинзили           | н/д | 30,5 х 8,2 | н/д    | Казанское адмиралтейство | Сведений о корабельных мастерах не сохранилось | 1725 | 1726 | Сведений о плаваниях гекбота не сохранилось. В районе Гиляни у судна разошлись обшивные доски, открылась сильная течь и оно было выброшено на берег. | [ 10 ] [ 17 ]               |
| Апшерон           | н/д | 30,5 х 8,2 | н/д    | Казанское адмиралтейство | Сведений о корабельных мастерах не сохранилось | 1727 | н/д  | Сведений о плаваниях гекботов не сохранилось. | [ 24 ]                      |
| Вулкан            | н/д | 30,5 х 8,2 | н/д    | Казанское адмиралтейство | Сведений о корабельных мастерах не сохранилось | 1727 | н/д  | Сведений о плаваниях гекботов не сохранилось. | [ 24 ]                      |
| Зинзили           | н/д | 30,5 х 8,2 | н/д    | Казанское адмиралтейство | Сведений о корабельных мастерах не сохранилось | 1727 | н/д  | Сведений о плаваниях гекботов не сохранилось. | [ 24 ]                      |
| Кавказ            | н/д | 30,5 х 8,2 | н/д    | Казанское адмиралтейство | Сведений о корабельных мастерах не сохранилось | 1727 | н/д  | Сведений о плаваниях гекботов не сохранилось. | [ 24 ]                      |
| Казань            | н/д | 30,5 х 8,2 | н/д    | Казанское адмиралтейство | Сведений о корабельных мастерах не сохранилось | 1727 | н/д  | Сведений о плаваниях гекботов не сохранилось. | [ 24 ]                      |
| Святой Диодор     | н/д | 30,5 х 8,2 | н/д    | Казанское адмиралтейство | Сведений о корабельных мастерах не сохранилось | 1727 | н/д  | Сведений о плаваниях гекботов не сохранилось. | [ 24 ]                      |

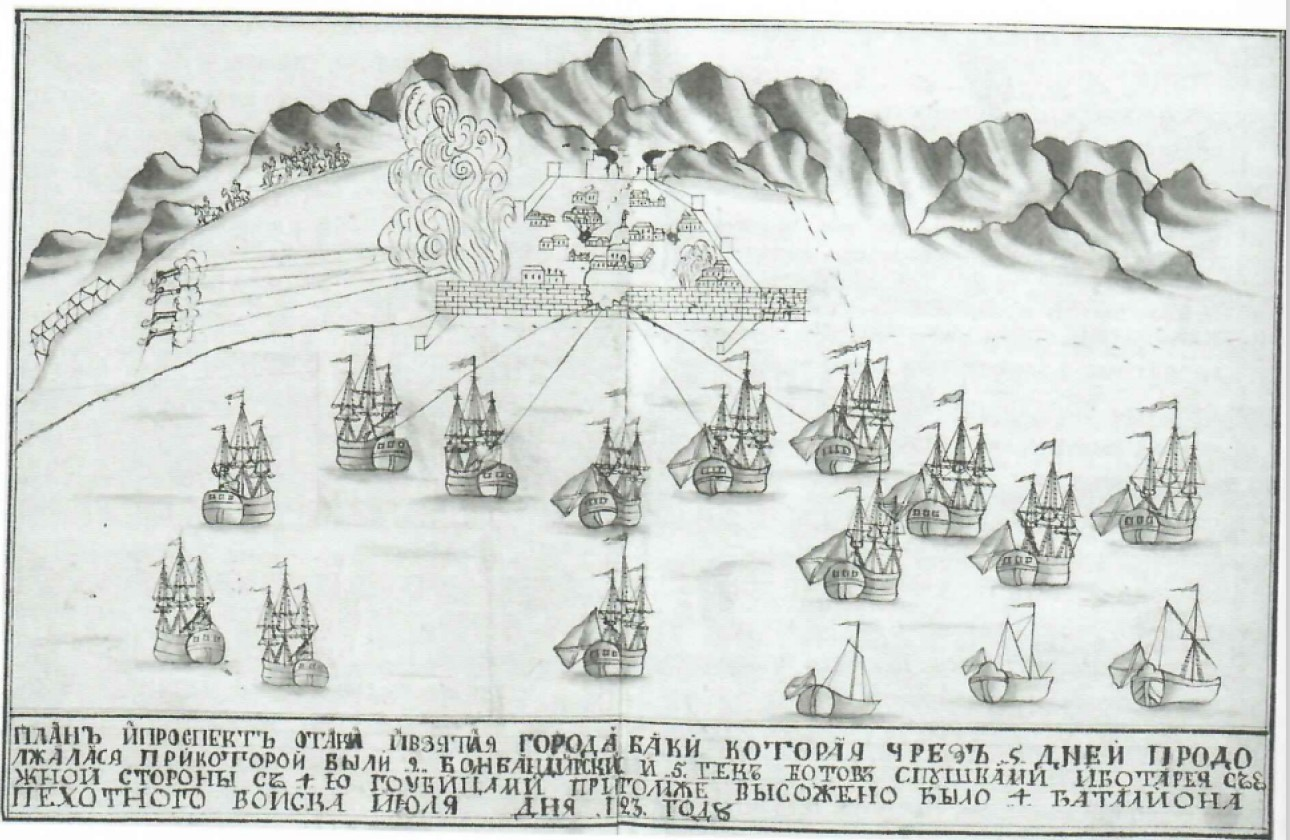
Гекботы на плане атаки и взятия города Баку из рукописи Ф. И. Соймонова «Экстракт журнала описания Каспийского моря»

## Гекботы типа «Александр Магнус»
В разделе приведены гекботы типа «Александр Магнус». Всего для нужд Каспийской флотилии в Казани было построено 8 гекботов этого типа.
| Наименование     | Размер    | Осадка | Верфь                    | Вх.  | Вых. | История службы                                                                              | Прим.         |
| ---------------- | --------- | ------ | ------------------------ | ---- | ---- | ------------------------------------------------------------------------------------------- | ------------- |
| Александр Магнус | 24,4—25,9 | н/д    | Казанское адмиралтейство | 1726 | н/д  | Сведений о плаваниях гекботов не сохранилось.                                               | [ 24 ]        |
| Гиркания         | 24,4—25,9 | н/д    | Казанское адмиралтейство | 1726 | н/д  | Сведений о плаваниях гекботов не сохранилось.                                               | [ 24 ]        |
| Дагестан         | 24,4—25,9 | н/д    | Казанское адмиралтейство | 1726 | н/д  | Сведений о плаваниях гекботов не сохранилось.                                               | [ 24 ]        |
| Москва           | 24,4—25,9 | н/д    | Казанское адмиралтейство | 1726 | н/д  | Сведений о плаваниях гекботов не сохранилось.                                               | [ 24 ]        |
| Санкт-Петербург  | 24,4—25,9 | н/д    | Казанское адмиралтейство | 1726 | 1729 | Сведений о плаваниях гекбота не сохранилось. Разбился на Зинзилийском рейде.                | [ 24 ]        |
| Святой Пётр      | 24,4—25,9 | н/д    | Казанское адмиралтейство | 1726 | н/д  | Сведений о плаваниях гекбота не сохранилось.                                                | [ 24 ]        |
| Шахдаг           | 24,4—25,9 | н/д    | Казанское адмиралтейство | 1726 | н/д  | С 1728 по 1732 год выходил в плавания в Каспийское море из Астрахани до персидских берегов. | [ 12 ] [ 24 ] |

## Гекботы типа «Аграхань»
В разделе приведены гекботы типа «Аграхань». Всего для нужд Каспийской флотилии в Казани было построено 8 гекботов этого типа.
| Наименование      | Размер     | Осадка | Верфь                    | Вх.  | Вых. | История службы                                                                                           | Прим.         |
| ----------------- | ---------- | ------ | ------------------------ | ---- | ---- | --- | ------------- |
| Аграхань          | 24,8 х 7,4 | 3,4    | Казанское адмиралтейство | 1729 | н/д  | Сведений о плаваниях гекботов не сохранилось.                                                            | [ 27 ]        |
| Астрабад          | 24,8 х 7,4 | 3,4    | Казанское адмиралтейство | 1729 | н/д  | Сведений о плаваниях гекботов не сохранилось.                                                            | [ 27 ]        |
| Каспийский Нептун | 24,8 х 7,4 | 3,4    | Казанское адмиралтейство | 1729 | н/д  | Сведений о плаваниях гекботов не сохранилось.                                                            | [ 27 ]        |
| Пётр II           | 24,8 х 7,4 | 3,4    | Казанское адмиралтейство | 1729 | н/д  | Сведений о плаваниях гекботов не сохранилось.                                                            | [ 27 ]        |
| Святая Анна       | 24,8 х 7,4 | 3,4    | Казанское адмиралтейство | 1729 | 1734 | В кампанию 1734 года совершал плавания в Каспийском море и потерпел крушение у аграханского траншемента. | [ 27 ] [ 28 ] |
| Святая Екатерина  | 24,8 х 7,4 | 3,4    | Казанское адмиралтейство | 1729 | н/д  | В кампанию 1734 года совершал плавания в Каспийском море.                                                | [ 27 ] [ 29 ] |
| Святой Николай    | 24,8 х 7,4 | 3,4    | Казанское адмиралтейство | 1729 | н/д  | Сведений о плаваниях гекботов не сохранилось.                                                            | [ 24 ]        |
| Святой Павел      | 24,8 х 7,4 | 3,4    | Казанское адмиралтейство | 1729 | н/д  | Сведений о плаваниях гекботов не сохранилось.                                                            | [ 27 ]        |

## Гекботы типа «Астрахань»
В разделе приведены гекботы типа «Астрахань», строительство которых началось в 1729 году. Всего для нужд Каспийской флотилии в Казани было построено 5 гекботов этого типа.
| Наименование | Размер     | Осадка | Верфь                    | Вх.  | Вых. | История службы | Прим.                |
| ------------ | ---------- | ------ | ------------------------ | ---- | ---- | --- | -------------------- |
| Астрахань    | 25,9 х 7,3 | 3,7    | Казанское адмиралтейство | 1729 | н/д  | Сведений о плаваниях гекботов не сохранилось.                                                                                   | [ 27 ]               |
| Зинаит       | 25,9 х 7,3 | 3,7    | Казанское адмиралтейство | 1729 | н/д  | Сведений о плаваниях гекботов не сохранилось.                                                                                   | [ 27 ]               |
| Саратов      | 25,9 х 7,3 | 3,7    | Казанское адмиралтейство | 1729 | н/д  | Сведений о плаваниях гекботов не сохранилось.                                                                                   | [ 27 ] [ 30 ]        |
| Симбирск     | 25,9 х 7,3 | 3,7    | Казанское адмиралтейство | 1729 | 1733 | Сведений о плаваниях гекбота не сохранилось. 21 декабря 1733 (1 января 1734) года выброшен на берег у Дербента во время шторма. | [ 27 ] [ 31 ] [ 32 ] |
| Царицын      | 25,9 х 7,3 | 3,7    | Казанское адмиралтейство | 1729 | н/д  | Сведений о плаваниях гекбота не сохранилось.                                                                                    | [ 27 ]               |

## Гекботы типа «Кронштадт»
В разделе приведены гекботы типа «Кронштадт». Всего для нужд Каспийской флотилии в Казани было построено 5 гекботов этого типа.
| Наименование    | Размер     | Осадка | Верфь                    | Вх.  | Вых. | История службы                                | Прим.  |
| --------------- | ---------- | ------ | ------------------------ | ---- | ---- | --------------------------------------------- | ------ |
| Кронштадт       | 26,2 х 6,7 | 3,5    | Казанское адмиралтейство | 1731 | н/д  | Сведений о плаваниях гекботов не сохранилось. | [ 27 ] |
| Нарва           | 26,2 х 6,7 | 3,5    | Казанское адмиралтейство | 1731 | н/д  | Сведений о плаваниях гекботов не сохранилось. | [ 27 ] |
| Ревель          | 26,2 х 6,7 | 3,5    | Казанское адмиралтейство | 1731 | н/д  | Сведений о плаваниях гекботов не сохранилось. | [ 27 ] |
| Рига            | 26,2 х 6,7 | 3,5    | Казанское адмиралтейство | 1731 | н/д  | Сведений о плаваниях гекботов не сохранилось. | [ 34 ] |
| Санкт-Петербург | 26,2 х 6,7 | 3,5    | Казанское адмиралтейство | 1731 | н/д  | Сведений о плаваниях гекботов не сохранилось. | [ 27 ] |

## Гекботы типа «Вархаил»
В разделе приведены гекботы типа «Вархаил». Всего для нужд Каспийской флотилии в Казани было построено 7 гекботов этого типа.
| Наименование | Размер     | Осадка | Верфь                    | Вх.  | Вых. | История службы                                                                      | Прим.         |
| ------------ | ---------- | ------ | ------------------------ | ---- | ---- | ----------------------------------------------------------------------------------- | ------------- |
| Вархаил      | 25,3 х 7,3 | 3,7    | Казанское адмиралтейство | 1745 | н/д  | Сведений о плаваниях гекбота не сохранилось.                                        | [ 34 ]        |
| Девора       | 25,3 х 7,3 | 3,7    | Казанское адмиралтейство | 1745 | н/д  | В кампанию 1746 года совершал плавания в Каспийском море.                           | [ 34 ] [ 37 ] |
| Рафаил       | 25,3 х 7,3 | 3,7    | Казанское адмиралтейство | 1745 | н/д  | В кампанию 1746 года во время плавания в Каспийском море обнаружил персидский флот. | [ 34 ] [ 38 ] |
| Селафаил     | 25,3 х 7,3 | 3,7    | Казанское адмиралтейство | 1745 | н/д  | В кампанию 1746 года совершал плавания в Каспийском море.                           | [ 34 ] [ 39 ] |
| Тови         | 25,3 х 7,3 | 3,7    | Казанское адмиралтейство | 1745 | н/д  | Сведений о плаваниях гекботов не сохранилось.                                       | [ 34 ]        |
| Уриил        | 25,3 х 7,3 | 3,7    | Казанское адмиралтейство | 1745 | н/д  | Сведений о плаваниях гекботов не сохранилось.                                       | [ 34 ]        |
| Ягудиил      | 25,3 х 7,3 | 3,7    | Казанское адмиралтейство | 1745 | н/д  | Сведений о плаваниях гекботов не сохранилось.                                       | [ 34 ]        |

## Прочие гекботы
В разделе приведены гекботы Каспийской флотилии, в отношении которых нет данных о принадлежности к каким-либо типам. Подробностей о конструкции судов и датах вывода из состава флота также не сохранилось.
| Наименование    | Ор. | Верфь                                                                          | Вх.                                                                            | История службы | Прим.         |
| --------------- | --- | ------------------------------------------------------------------------------ | ------------------------------------------------------------------------------ | --- | ------------- |
| 2 гекбота       | н/д | Казанское адмиралтейство                                                       | 1735                                                                           | Сведений о плаваниях гекботов не сохранилось.                                                                                       | [ 34 ]        |
| Киев            | н/д | Казанское адмиралтейство                                                       | 1735                                                                           | Сведений о плаваниях гекботов не сохранилось.                                                                                       | [ 34 ]        |
| Сескар          | н/д | Казанское адмиралтейство                                                       | 1735                                                                           | Сведений о плаваниях гекботов не сохранилось.                                                                                       | [ 34 ]        |
| Эзель           | н/д | Казанское адмиралтейство                                                       | 1735                                                                           | В кампанию 1738 года совершал плавания в Каспийском море.                                                                           | [ 34 ] [ 41 ] |
| 1 гекбот        | н/д | Казанское адмиралтейство                                                       | 1741                                                                           | Сведений о плаваниях гекботов не сохранилось.                                                                                       | [ 34 ]        |
| Азов            | н/д | Казанское адмиралтейство                                                       | 1741                                                                           | Сведений о плаваниях гекботов не сохранилось.                                                                                       | [ 34 ]        |
| Москва          | н/д | Казанское адмиралтейство                                                       | 1741                                                                           | Сведений о плаваниях гекбота не сохранилось. Весной 1743 года после зимовки в устье реки Аксай сгорел там же по неосторожности.     | [ 34 ] [ 42 ] |
| Санкт-Петербург | н/д | Казанское адмиралтейство                                                       | 1741                                                                           | Сведений о плаваниях гекботов не сохранилось.                                                                                       | [ 34 ]        |
| Ярославль       | н/д | Казанское адмиралтейство                                                       | 1741                                                                           | Сведений о плаваниях гекботов не сохранилось.                                                                                       | [ 34 ]        |
| Екатерина       | н/д | Сведений о местах постройки и времени включения в состав флота не сохранилось. | Сведений о местах постройки и времени включения в состав флота не сохранилось. | Находились в Астрахани в 1745 и 1746 годах.                                                                                         | [ 43 ]        |
| Елизавета       | н/д | Сведений о местах постройки и времени включения в состав флота не сохранилось. | Сведений о местах постройки и времени включения в состав флота не сохранилось. | Находились в Астрахани в 1745 и 1746 годах.                                                                                         | [ 43 ]        |
| Лев             | н/д | Сведений о местах постройки и времени включения в состав флота не сохранилось. | Сведений о местах постройки и времени включения в состав флота не сохранилось. | Находились в Астрахани в 1745 и 1746 годах.                                                                                         | [ 43 ]        |
| Феолог          | н/д | Сведений о местах постройки и времени включения в состав флота не сохранилось. | Сведений о местах постройки и времени включения в состав флота не сохранилось. | Находились в Астрахани в 1745 и 1746 годах.                                                                                         | [ 43 ]        |
| Святой Илья     | 10  | Сведений о местах постройки и времени включения в состав флота не сохранилось. | Сведений о местах постройки и времени включения в состав флота не сохранилось. | В кампанию 1751 года совместно со шнявой «Святая Екатерина» принимал участие в операции по уничтожению персидских военных кораблей. | [ 44 ] [ 45 ] |

### Комментарии
1. 1 2  Гекботы строились под его надзором.
2. ↑  «Гиркан» или «Гиркань».
3. ↑  По другим данным в 1729 году.
4. ↑  Или «Апшерония».
5. ↑  Или «Тму-Таракань».
6. ↑  Устанавливались во время описи берегов Каспийского моря в 1726 году.
7. ↑  «Шахдага» или «Шахдан».
8. 1 2  Сведений о наименованиях судов не сохранилось.
9. ↑  Указана длина судна.
10. ↑  Или «Ставрополь».
11. ↑  Сведений о наименовании судна не сохранилось.
12. ↑  Или «Санкт Илья».